# Rakamaz
Rakamaz è una città di 5 091 abitanti situata nella contea di Szabolcs-Szatmár-Bereg, nell'Ungheria nord-orientale.